# Tallinna Kalev
JK Tallinna Kalev este o echipă de fotbal din Tallinn, Estonia.

## Titluri
- Meistriliiga (2)

1923, 1930

## Kalev Tallinn în fotbalul estonian
| Sezon | Ligă  | Post  | J   | V   | E   | Î   | GP   | GÎ   | G    | Pct. | Note  |
| ----- | ----- | ----- | --- | --- | --- | --- | ---- | ---- | ---- | ---- | ----- |
| 2003  | 4N    | 1     | 18  | 14  | 3   | 1   | 56   | 11   | 45   | 45   | [ 1 ] |
| 2004  | 3E/N  | 1     | 28  | 22  | 3   | 3   | 90   | 32   | 58   | 69   | [ 2 ] |
| 2005  | 2     | 4     | 36  | 18  | 9   | 9   | 85   | 71   | 14   | 63   | [ 3 ] |
| 2006  | 2     | 3     | 36  | 20  | 6   | 10  | 84   | 63   | 21   | 66   |       |
| 2007  | 1     | 6     | 36  | 13  | 4   | 19  | 44   | 74   | −30  | 43   |       |
| 2008  | 1     | 8     | 36  | 6   | 8   | 22  | 37   | 70   | −33  | 26   | [ 4 ] |
| 2009  | 1     |       |     |     |     |     |      |      |      |      | [ 5 ] |
| Medie | Medie | Medie |     | 49% | 17% | 34% | 2.08 | 1.69 | 0.39 | 1.64 |       |
| Total | Total | Total | 190 | 93  | 33  | 64  | 396  | 321  | 75   | 312  |       |

E/N = Zona de Nord/Est; N = Zona de nord

## Jucători notabili
- Liivo Leetma
- Raivo Nõmmik
- Kaimar Saag